# Metazygia patiama
Metazygia patiama là một loài nhện trong họ Araneidae.
Loài này thuộc chi Metazygia. Metazygia patiama được Herbert Walter Levi miêu tả năm 1995.